# Cold in July - Freddo a luglio
Cold in July - Freddo a luglio (Cold in July) è un film del 2014 diretto da Jim Mickle, tratto dall'omonimo romanzo dello scrittore Joe R. Lansdale. Il cast principale è composto da Michael C. Hall, Sam Shepard e Don Johnson.

## Trama
East Texas, 1989. Svegliato dalla moglie a causa di alcuni rumori sospetti provenienti dal salotto, Richard Dane, mite padre di famiglia, coglie sul fatto Freddy Russell, un ragazzo che nottetempo si è introdotto in casa sua; mentre minaccia il malvivente con una pistola, Richard fa partire accidentalmente un colpo, che uccide il giovane. Interrogato dalla polizia, l'uomo viene rilasciato e il caso archiviato per legittima difesa.
Seppur scosso dall'esperienza, Richard cerca di tornare alla vita di sempre, fino a quando non incontra al funerale di Freddy il padre di quest'ultimo, un ex-galeotto di nome Ben. Questi fa a Richard una velata minaccia riguardante il suo figlio piccolo, Jordan. Spaventato, l'uomo si rivolge alle autorità, che però ignorano la sua richiesta di protezione. Tuttavia, quando Richard e la sua famiglia tornano a casa, trovano la porta forzata e l'abitazione sottosopra. La polizia concede allora la scorta e si apposta segretamente nei dintorni della casa, aspettando che Ben faccia la sua mossa. In realtà, quest'ultimo era rimasto nascosto in casa sin dalla prima effrazione e, nottetempo, esce dal suo nascondiglio e si chiude nella stanza di Jordan assieme a lui. Richard si accorge della presenza dell'intruso in casa e sfonda la porta della cameretta prima che possa fare del male al bambino, ma Ben è già fuggito dalla finestra. Nonostante riesca inizialmente a far perdere le sue tracce, Ben viene arrestato tempo dopo mentre cerca di oltrepassare la frontiera.
Ray Price, il commissario di polizia che ha seguito entrambi i casi in cui è stato coinvolto Richard, lo invita alla stazione di polizia per questioni di formalità che chiuderanno definitivamente il caso. Lì, Richard nota un identikit raffigurante Freddy Russell, che tuttavia è totalmente diverso dal Freddy che ha ucciso. Quando comunica il suo sconcerto a Ray, questo lo smentisce, riconducendo le teorie di Richard ai postumi dello shock causato dagli ultimi avvenimenti. Sospettoso, Richard attende fuori dalla centrale finché non vede Ray ed altri poliziotti portare segretamente via Ben a bordo di una volante per poi drogarlo, imbottirlo di alcolici al fine di inscenare un falso incidente e infine abbandonarlo incosciente sui binari del treno.
Richard salva Ben dal passaggio del treno e lo porta nel suo isolato chalet di montagna, dove chiede il suo aiuto per comprendere meglio la faccenda. Tuttavia, Ben non crede che il ragazzo ucciso da Richard non fosse suo figlio finché i due non riesumano il cadavere del giovane criminale spacciato per Freddy, a cui sono state mozzate le dita in modo da non essere identificato mediante le impronte digitali. Determinato ad arrivare in fondo alla faccenda, Ben chiede aiuto a Jim Bob Luke, eccentrico investigatore privato e suo ex-commilitone nella guerra di Corea. Jim scopre che, qualche tempo prima, Freddy era stato arrestato dagli agenti federali che, una volta scoperto che era compromesso con la Dixie Mafia, avevano inscenato la sua morte per metterlo in un programma di protezione testimoni, così da avere in cambio informazioni, senza che il giovane dovesse temere eventuali ritorsioni. Jim, Richard e Ben viaggiano fino a Houston, dove Freddy vive sotto falsa identità. Nella sua casa trovano numerosi VHS su di cui sono registrati diversi snuff movies.  In uno di essi si vede Freddy picchiare a morte una giovane donna con una mazza da baseball. Richard vorrebbe portare i VHS dalla polizia, ma Jim ipotizza che i federali, pur sapendo dei filmati, preferiscano chiudere un occhio; Freddy è un informatore troppo importante nella lotta contro la Dixie Mafia e le vittime sono tutte prostitute o immigrate clandestine che nessuno verrà mai a cercare.
Dopo quest'ultima scoperta, Ben decide di uccidere personalmente suo figlio, e i tre, armati fino ai denti, raggiungono il rudere isolato dove Freddy sta registrando un altro dei suoi snuff movies. Jim, Richard e Ben irrompono nell'edificio e uccidono tutti i complici di Freddy. Approfittando dell'esitazione del padre, quest'ultimo ferisce tutti e tre in uno scontro a fuoco, prima di essere ferito a sua volta. Ben rivela a Freddy di essere il padre che non ha mai conosciuto e lo uccide sparandogli in testa, per poi morire dissanguato a sua volta: Jim e la ragazza protagonista dello snuff-movie scappano dal rudere, che viene dato alle fiamme da Richard per eliminare ogni prova. Nel finale, Jim si ritira dalla sua professione per guarire dalle ferite, mentre Richard può finalmente riabbracciare la sua famiglia.

## Accoglienza
Il film è stato accolto positivamente. Sul sito Metacritic detiene un punteggio di 73/100.